# Theodore Shapiro
Theodore Michael Shapiro (29 de setembro de 1971) é um compositor de trilhas sonoras estadounidense.
Shapiro nasceu em Washington, D.C. e se formou em música na Universidade Brown, em 1993. Ele é mais famoso por compor as trilhas sonoras das comédias: 13 Going on 30, Along Came Polly, The Devil Wears Prada, Fun with Dick and Jane, Marley & Me e Tropic Thunder. E de alguns filmes como: O Diabo Veste Prada (2006), Trovão Tropical (2008) e A Vida Secreta de Walter Mitty (2013)

## Ligações Externas
- Theodore Shapiro. no IMDb.